# Samuel Baptista
Samuel Junior Baptista (n. Chitré, Panamá, 8 de marzo de 1998) es un futbolista panameño que se desempeña de portero en el Olancho FC de la Liga Nacional de Honduras.

## Trayectoria

### Inicios
Se inició jugando en el Azuero FC. En el 2018, pasó al Santa María FC. En el 2019, llega al Costa del Este FC, dónde fue subcampeón de la Liga LPF.

### 9 de octubre
En el 2020 obtiene su primera experiencia internacional al ser contratado por el 9 de octubre de Ecuador. A su llegada al equipo ecuatoriano manifesto lo siguiente:
Me siento muy contento y con mucha ilusión de hacer las cosas bien. Lograr cosas importantes con el club, ya que es un sueño desde muy pequeño jugar en el extranjero
El jugador se sumo al plantel otubrino el 5 de febrero.

## Selección nacional
Ha formado parte de la Selección de fútbol de Panamá Sub-17, Sub-20, Sub-21 y Sub-23, también ha sido convocado a la Selección Absoluta para el desarrollo de microciclos.
Con la Selección sub-21 disputó los Juegos Deportivos Centroamericanos de 2017, mientras que con la SelecciónSub-23 participó en los Juegos Panaméricanos de Lima 2019.

### Participaciones en torneos internacionales
| Torneo                                  | Selección                            | Sede      | PJ | Goles |
| --------------------------------------- | ------------------------------------ | --------- | -- | ----- |
| Juegos Deportivos Centroamericanos 2017 | Selección de fútbol sub-21 de Panamá | Nicaragua | 0  | 0     |
| Juegos Panamericanos de 2019            | Selección de fútbol sub-23 de Panamá | Perú      | 4  | 0     |

## Clubes
| Club               | País     | Año         |
| ------------------ | -------- | ----------- |
| Azuero FC          | Panamá   | 2017        |
| Santa María FC     | Panamá   | 2018 - 2019 |
| Costa del Este FC  | Panamá   | 2019 - 2020 |
| 9 de octubre       | Ecuador  | 2020        |
| Deportivo del Este | Panamá   | 2021        |
| CD Universitario   | Panamá   | 2021 - 2022 |
| Herrera FC         | Panamá   | 2022 - 2023 |
| Potros del Este    | Panamá   | 2023        |
| Herrera FC         | Panamá   | 2024 - 2025 |
| Olancho FC         | Honduras | 2025 - Act. |

## Palmarés

### Campeonatos nacionales
| Título             | Club         | País    | Año  |
| ------------------ | ------------ | ------- | ---- |
| Serie B de Ecuador | 9 de octubre | Ecuador | 2020 |